# Kirovsky (huyện của Bắc Ossetia)
Huyện Kirovsky (tiếng Nga: ? райо́н) là một huyện hành chính tự quản (raion), của Bắc Ossetia, Nga. Huyện có diện tích 409 kilômét vuông, dân số thời điểm ngày 1 tháng 1 năm 2000 là 25800 người. Trung tâm của huyện đóng ở Yelchotovo.